# Гомес Гонсалес де Мансанедо
Гомес Гонсалес де Мансанедо (исп. Gómez González de Manzanedo; ок. 1130 — 12 октября 1182) — кастильский магнат, правивший Калаоррой и защищавший границу Кастилии с Наваррой в 1150—1160-х годах.

## Биография
Происхождение Гомеса неизвестно, кроме того, что его отчество указывает на то, что его отца звали Гонсало. Давняя реконструкция, делающая его сыном феодала Гонсало Руиса из Ла-Буребы, маловероятна по хронологическим признакам (Гонсало пережил его на двадцать три года). Возможно, он был сыном Гонсало Гомеса, дяди Гонсало Руиса и сына графа Гомеса Гонсалеса де Кандеспины (? — 1111). Незадолго до мая 1162 года Гомес женился на Амилии (Милия/Мелия) Перес, дочери Педро Гонсалеса де Лара и Евы. Его жена все еще бла жива в мае 1182 года, за несколько месяцев до его собственной смерти. Их детьми были Хиль, Химена (жена Педро Фернандеса де Кастро), Инес, Диего, Манрике и Педро.
Гомес Гонсалес де Мансанедо впервые упоминается в документе от 9 ноября 1148 года, во время правления короля Альфонсо VII. В 1155 году ему была дана tenencia (феод) Паредес для управления. Между июнем 1155 и августом 1156 года он служил королю Санчо III, тогда правившему частью Кастилии из Нахеры, как альферес (знаменосец), должность, обычно зарезервированная для молодых дворян. К марту 1157 года он был повышен до должности майордома. После смерти короля Альфонсо VII в августе 1157 года Санчо, правивший тогда всей Кастилией, назначил Гомеса Гонсалеса де Мансанедо править Лиебаной в Северо-Западной Кастилии, что он и делал до 1170 года. В марте 1158 года он был назначен правителем Калаорры, важного города в Восточной Кастилии, который он удерживал еще в 1171 году. В июле 1158 года он потерял пост майордома и был снова назначен королевским альфересом. Той осенью он защищал Калаорру от набегов короля Санчо VI Наваррского.
Существует некоторая путаница относительно местонахождения Гомеса Гонсалеса де Мансанедо после смерти короля Санчо 31 августа 1158 года. Он держал tenencia (феод) Ла-Перния в Кастилии в 1162—1164 годах. После этого некий Гомес Гонсалес, прозванный кастелланом («Кастильцем»), поступил на службу к королю Фердинанду II Леонскому, которому он служил майордомом с октября 1164 по июль 1165 года. Это, вероятно, Гомес, который служил Санчо в том же качестве, но был еще один Гомес Гонсалес, который регулярно посещал двор короля Альфонсо VIII Кастильского в том же году.
К октябрю 1165 года Гомес Гонсалес де Мансанедо вернулся в Кастилию, где ему были пожалованы tenencias Баро и Сереседа, которые он сохранил до 1169 года. В 1168 году ему были пожалованы tenencias Альба-Алуа (неопознанные), Вильяфранка и Кампо (удерживаемые до 1172 года). В том же году он сделал пожертвование рыцарям-госпитальерам. К 28 декабря 1169 года Гомес Гонсалес получил гражданский титул, самый высокий в Кастильском королевстве . В 1172 году он управлял Астуриас-де-Сантильяна, восточной половиной Астурии, выделенной Кастилии Альфонсо VII, а также городами Сервера, Муда и Пьедрас-Неграс. В апреле 1173 года Гомес Гонсалес де Мансанедо был назначен майордомом королем Альфонсо VIII, но в то время он, по-видимому, находился в Галисии, где с марта по ноябрь того же года управлял Монфорте-де-Лемос и Монтерросо. Судя по всему, он вернулся в Леон в августе 1180 года и оставался там до марта 1181 года. В последний раз он упоминается в кастильском документе от 9 сентября 1181 года, за год до его смерти. В хартии от 1184 года утверждается, что Гомес Гонсалес де Мансанедо сделал пожертвования монастырю Сан-Сальвадор-де-Ония.
Он скончался 12 октября 1182 года, как указано в некрологе Бургосского собора.